# Cochliobolus peregianensis
Cochliobolus peregianensis är en svampart som beskrevs av Alcorn 1982. Cochliobolus peregianensis ingår i släktet Cochliobolus och familjen Pleosporaceae.   Inga underarter finns listade i Catalogue of Life.

### Fotnoter
1. ↑  Alcorn (1982) , In: Mycotaxon 15:9
2. 1 2  Bisby F.A., Roskov Y.R., Orrell T.M., Nicolson D., Paglinawan L.E., Bailly N., Kirk P.M., Bourgoin T., Baillargeon G., Ouvrard D. (red.) (10 mars 2011). ”Species 2000 & ITIS Catalogue of Life: 2011 Annual Checklist.”. Species 2000: Reading, UK. http://www.catalogueoflife.org/annual-checklist/2011/search/all/key/cochliobolus+peregianensis/match/1. Läst 24 september 2012.
3. ↑  Dothideomycetes. Crous P.W. et al., 2010-11-23